# PSI-lagen
PSI-lagen (eng. re-use of Public Sector Information) är den gängse beteckningen på lagen (2010:566) om vidareutnyttjande av handlingar från den offentliga förvaltningen.
Det övergripande målet för förvaltningspolitiken ska vara en innovativ och samverkande statsförvaltning som är rättssäker och effektiv, har en väl utvecklad kvalitet, service och tillgänglighet och därigenom bidrar till Sveriges utveckling och ett effektivt EU-arbete. Lagen är ett led i denna strävan.

## Bakgrund
Genom lagen genomförs Europaparlamentets och rådets direktiv 2003/98/EG av den 17 november 2003 om vidareutnyttjande av information från den offentliga sektorn, det så kallade PSI-direktivet, i svensk rätt.
Direktivet har tidigare delvis genomförts i svensk rätt genom förordningen (2008:31) om villkor vid vidareutnyttjande av information från statliga myndigheter (PSI-förordningen). Denna förordning, som trädde i kraft den 1 april 2008, gäller endast för förvaltningsmyndigheter under regeringen. 
Kommissionen har därefter i underrättelse den 17 oktober 2008 gjort gällande att Sverige på ett ofullständigt och felaktigt sätt har införlivat PSI-direktivet i nationell rätt.
ska införlivandeåtgärderna uppenbart brister i tydlighet, exakthet och obestridligt bindande verkan och att de inte garanterar att vare sig målen eller de skyldigheter som fastställs i direktivet uppfylls på ett fullständigt sätt.

## Syfte
Lagen, som trädde i kraft 2010-07-01 avser att underlätta enskildas användning av handlingar som tillhandahålls av myndigheter och att förhindra att myndigheter beslutar om sådana villkor för hur handlingar får användas som begränsar konkurrensen.

## Definitioner
- Handling definieras som "framställning i skrift eller bild samt upptagning som kan läsas, avlyssnas eller på annat sätt uppfattas endast med tekniskt hjälpmedel".[5] Ett datorprogram ska dock inte anses vara en handling.[6]
- Med vidareutnyttjande avses användning av handlingar för andra ändamål än det ursprungliga ändamål för vilket handlingarna behandlas av en myndighet.

## Om lagen
Handlingar ska enligt lagen om möjligt göras tillgängliga i elektronisk form. Däremot reglerar inte i lagen vilka handlingar som får vidareutnyttjas utan detta regleras för svensk rätts del i 2 kap 3 § Tryckfrihetsförordningen med de begränsningar som föreskrivs i Offentlighets- och sekretesslagen (2009:400).
Lagen ska inte gälla för handlingar som omfattas av upphovsrätt eller en närstående rättighet som tillkommer tredje man. Lagen ska inte heller påverka utövandet av sådan ensamrätt som följer av varumärkeslagen (1960:644), patentlagen (1967:837), mönsterskyddslagen (1970:485), firmalagen (1974:156), lagen (1992:1685) om skydd för kretsmönster för halvledarprodukter eller växtförädlarrättslagen (1997:306).